# Karl Eulenstein
Karl Eulenstein (* 25. August 1892 in Memel; † 23. Juni 1981 in Berlin) war ein ostpreußischer Maler.

## Leben
Eulenstein wurde als sechstes Kind eines Schlepperkapitäns in Memel geboren. Nach der Schulzeit verdiente er sein Geld in einem Kaufmannskontor. Nach dem Ersten Weltkrieg besuchte er die Kunstakademie Königsberg. Arthur Degner und Richard Pfeiffer waren seine Lehrer.
Ab 1925 arbeitete Eulenstein als freischaffender Künstler. Er ging 1926 nach Berlin, wo er bis zu seinem Tode 1981 lebte.
Sein malerisches Werk besteht aus Motiven aus dem Memelland. Bis 1944 besuchte er jährlich Nidden und gehörte zur dortigen Künstlerkolonie.
Seit 1930 stellte Eulenstein in vielen Teilen Deutschlands seine Bilder aus, die er intensiv dunkelfarbig gestaltete. 
In der Zeit des Nationalsozialismus war Eulenstein Mitglied der Reichskammer der bildenden Künste. Für diese Zeit ist seine Teilnahme an 17 großen Ausstellungen sicher belegt. 1937 wurden im Rahmen der deutschlandweiten konzertierten Aktion „Entartete Kunst“ aus öffentlichen Sammlungen nachweislich zwei Bilder Eulensteins beschlagnahmt und vernichtet. Kurz vor Kriegsende wurde in Berlin seine Wohnung am Hohenzollerndamm 184 zerstört, und er verlor fast sein ganzes Werk.
Kunsthistorisch ist Karl Eulenstein der Verschollenen Generation und dem Expressiven Realismus zuzurechnen.

## Werke (Auswahl)
- Nächtliche Viehweide (Tafelbild; 1937 als „entartet“ aus dem Essener Museum Folkwang beschlagnahmt und zerstört)

- Pferde am Haff (Tafelbild, Öl; 1937 als „entartet“ aus der Städtischen Kunsthalle Mannheim beschlagnahmt und zerstört)

- Regenstraße in Königsberg (Tafelbild, Öl)[5]
- Memelniederung (Öl; 1945/1946 in Berlin auf der vom Kulturbund zur Demokratischen Erneuerung Deutschlands veranstalteten Ausstellung Bildender Künstler zum Verkauf angeboten)

- Häuser in Nidden (Aquarell, 1946; im Bestand des Ostpreußischen Landesmuseums)[6]

- Landleute im Vorfrühling (Tafelbild, Öl; 1949 ausgestellt in der Ausstellung „Mensch und Arbeit“)
- Heuernte in der Niederung (Tafelbild, Gouache, 67 × 76 cm, 1953; im Bestand der Berlinischen Galerie)

## Ausstellungen (unvollständig)

### Einzelausstellungen in der Zeit des Nationalsozialismus
- 1938: Heilbronn, Kunstverein Heilbronn (mit Peter Kowalsky)
- 1939: Berlin, Galerie Karl Buchholz (mit Fritz Cremer)
- 1940: Düsseldorf, Kunstverein für die Rheinlande und Westfalen (mit Karl Schneider)

### Postume Einzelausstellungen
- 1991/1992 Lüneburg, Ostpreußisches Landesmuseum („Karl Eulenstein. 1892 - 1981. Ein ostpreußischer Spätexpressionist“)
- 2013: Lüneburg, Ostpreußisches Landesmuseum („Das Erleben des Elementaren. Der Expressionist Karl Eulenstein“)[7]

## Ehrungen
- Kulturpreis der Landsmannschaft Ostpreußen (1958)